# Glaphyropterodes gehreti
Glaphyropterodes gehreti là một loài bọ cánh cứng trong họ Elateridae. Loài này được Heer miêu tả khoa học năm 1852.